# Kriminalistika
Kriminalistika je suvremena multidisciplinarna znanost koja se bavi proučavanjem, pronalaženjem, usavršavanjem i primjenom znanstvenih metoda i sredstava za: 
-        otkrivanje i razjašnjavanje kaznenog djela, 
-        otkrivanje i privođenje počinitelja, 
-        osiguranje i fiksiranje činjenica koje mogu poslužiti kao dokaz, 
-        za sprječavanje izvršenja planiranih kaznenih djela. 
Kriminalistika je nastala prvo kao policijska disciplina, ali se sve više razvija kao znanost o znanstvenim metodama razjašnjavanja činjeničnog stanja. Danas egzistira kao samostalna znanstvena disciplina, jer raspolaže vlastitim, općim i posebnim objektom proučavanja i istraživanja, jer ima specifičan pristup u proučavanju i istraživanju svojih objekata spoznaje i posebne samostalne metode i sredstva istraživanja (metodologija), ima svoju unutrašnju strukturu, svoj pojmovni aparat, ima vlastite teorije, načela, fond usustavljenog znanja u obliku pravila, koja na određenom području omogućavaju ostvarivanje novih znanstvenih spoznaja, otkrivanje novih, dosad nepoznatih činjenica i zakonitosti. 
Kriminalistika kako znanost ima specifično mjesto u društvenim znanostima iz razloga što je multidisciplinarna znanost. Osim što je tijekom povijesti razvila vlastite metode i sredstva za otkrivanje, istraživanje i dokazivanje, ona iz drugih znanosti preuzima metode i sredstva i primjenjuje ih izravno ili ih prilagođava svojim potrebama. Neke od tih znanstvenih metoda kriminalistika preuzima bez posebnog prilagođavanja i prerađivanja. Ipak nije riječ o čistoj mehaničkoj primjeni tih metoda. One se prilagođavaju potrebama koje su uvjetovane pretkaznenim i kaznenim postupkom. Istodobno u okvirima kriminalistike se stvaraju nove kriminalističke metode traseologije, daktiloskopije, identifikacije, fotografije, kriminalističke psihologije itd. Radi otkrivanja, istraživanja i dokazivanja kaznenih djela unutar kriminalističke znanosti vrši se konstruiranje specijalnih kriminalističkih uređaja i sredstava. Riječ je o kriminalističko-tehničkim sredstvima za rad na terenu.

## Vanjske poveznice
- Kriminalistička tehnika Hrvatska tehnička enciklopedija, portal hrvatske tehničke baštine. LZMK